# Drosophila setitarsa
Drosophila setitarsa är en tvåvingeart som beskrevs av Gupta och Dwivedi 1980. Drosophila setitarsa ingår i släktet Drosophila och familjen daggflugor.
Artens utbredningsområde är Indien.